# Mundang (Volk)

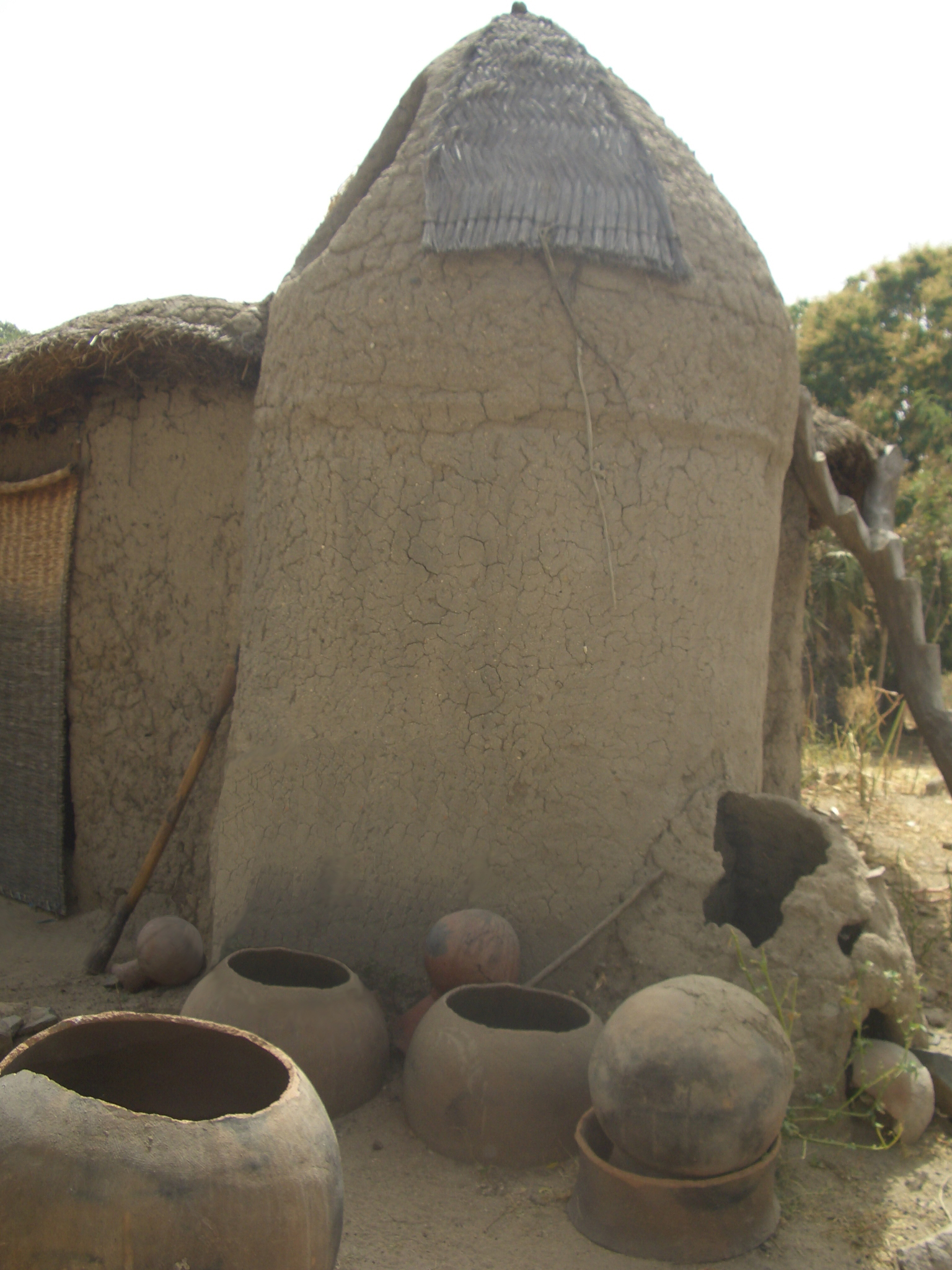
Kornspeicher, Teil eines Gehöfts

Die Mundang, auch Moundang, sind eine im Nordosten Kameruns und im Westen des Tschad lebende Ethnie, deren Sprache Mundang zur Niger-Kongo-Sprachfamilie gehört. Traditionell gehören die Mundang einem Königtum an, das vor zwei Jahrhunderten gegründet wurde.

## Gesellschaftliche Organisation und Wirtschaft
Die Mundang sind sesshafte Ackerbauern und Viehzüchter. Sie halten Rinder, Hühner, Enten, Ziegen und Schafe. Ihr landwirtschaftlicher Anbau besteht hauptsächlich in Baumwolle, Erdnüssen (auch Kamerunnüsse genannt) und Sorghum-Hirse, aus der sie auch ihr traditionelles Bier brauen, welches Bilbil genannt wird. Die Bezeichnung Bilbil wird auch teilweise für das sudanesische Hirsebier Merisa verwendet, die Herstellung aus gebackenen Hirsepfannkuchen, die mit Wasser zur Gärung gebracht werden, ist ähnlich.
Ihre größten Städte sind Léré im Tschad und Kaélé in Kamerun. Léré ist immer noch die Hauptstadt des Landes der Mundang, welches daher mit dem Königreich von Léré identifiziert werden kann. Die Könige der anderen Städte und Dörfer dieses Königreichs sind dem Gong Léré (König von Léré) untergeordnet. Heutzutage haben sich viele Mundang der Moderne angepasst und arbeiten bei Unternehmen, sind Beamte oder dienen der Armee der Republik Kamerun.

## Geschichte

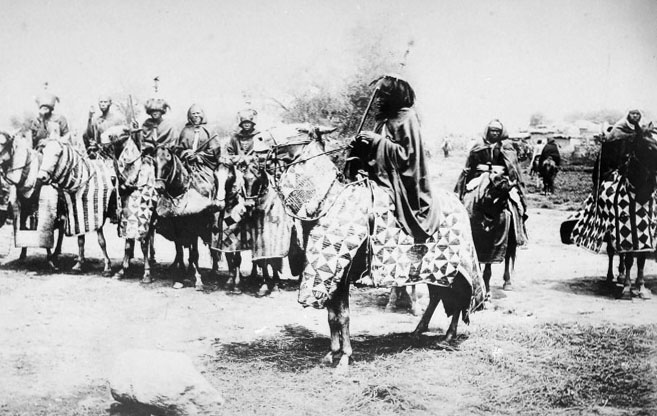
Berittene Mundang. Aufnahme der französischen Forschungsexpedition von Oberstleutnant Henri Moll, 1905–1907

Die Geschichte der Mundang ist tief mit der allgemeinen Geschichte des Sudan verbunden. Im zentralen Sudan, insbesondere um den Tschadsee, entstanden seit vorchristlicher Zeit mächtige Königreiche, wie das Reich der Sao (ca. 200 v. Chr.–800 n. Chr.), das tausendjährigen Reich Kanem-Bornu (ca. 900 n. Chr.–ca. 1900), das Reich der Mandara und das Sultanat Baguirmi.
Diese Reiche verdankten ihren Reichtum hauptsächlich dem Sklavenhandel. Die vom Ackerbau und von der Jagd lebenden Sudanvölker waren daher ständig den Razzien der sklavenjagenden berittenen Armeen der starken nördlichen Reiche ausgesetzt. Ab dem 9. Jahrhundert n. Chr. erweiterten diese Reiche ihre Herrschaftsgebiete. Dies hatte zur Folge, dass es zu südlichen Migrationen der ackerbaubetreibenden Völker kam. In den verschiedenen Migrationswellen dieser Zeit kamen auch die Mundang in ihr heutiges Siedlungsgebiet, möglicherweise aus Nordwesten.
Mitte des 18. Jahrhunderts entstand das Königreich von Léré, es war ein unabhängiges Staatswesen der Mundang, das ca. 2000 km² umfasste und von Léré aus regiert wurde. Heutzutage hat es an Einfluss eingebüßt und seine politische und militärische Unabhängigkeit verloren. Der König wird Gong genannt, ihm werden übermenschliche Kräfte zugeschrieben, so wird er etwa als Regenmacher verehrt.
Im 19. Jahrhundert wurde das Königreich vom heiligen Krieg (Dschihad) der muslimischen Fulbe bedroht, die vom nigerianischen Yola aus den heutigen Norden Kameruns und Teile des westlichen Tschad eroberten. Der Staat wurde nicht unterworfen, doch wurden einige Regionen des Mundanglandes im Norden Kameruns, wie Boboyo und Lara, physisch vom Kern des Königreichs getrennt. So ist das Lamidat (Königreich der Fulbe) von Binder heute eine Exklave der Fulbe im Lande der Mundang. In Tréné (Dorf der Mundang im Tschad) sind noch heute (2007) die Reste der Lehmmauer erkennbar, mit deren Hilfe die Armeen der Fulbe aufgehalten werden konnten. Im Gegensatz zu den meisten ihrer Nachbarn besaßen die Mundang zur Zeit der Fulbe-Invasion schon eine Reiterei, was auch ein Grund für ihre erfolgreiche Abwehr der Eroberer war. Bis auf einige Ausnahmen waren Mitte des 19. Jahrhunderts der gesamte Norden und die geografische Mitte Kameruns unter die Herrschaft der Fulbe geraten. Die widerstandleistenden Völker hatten sich in Gebiete zurückziehen müssen, die für die Reiterei der Fulbe unzugänglich waren, wie Sümpfe und Berge.

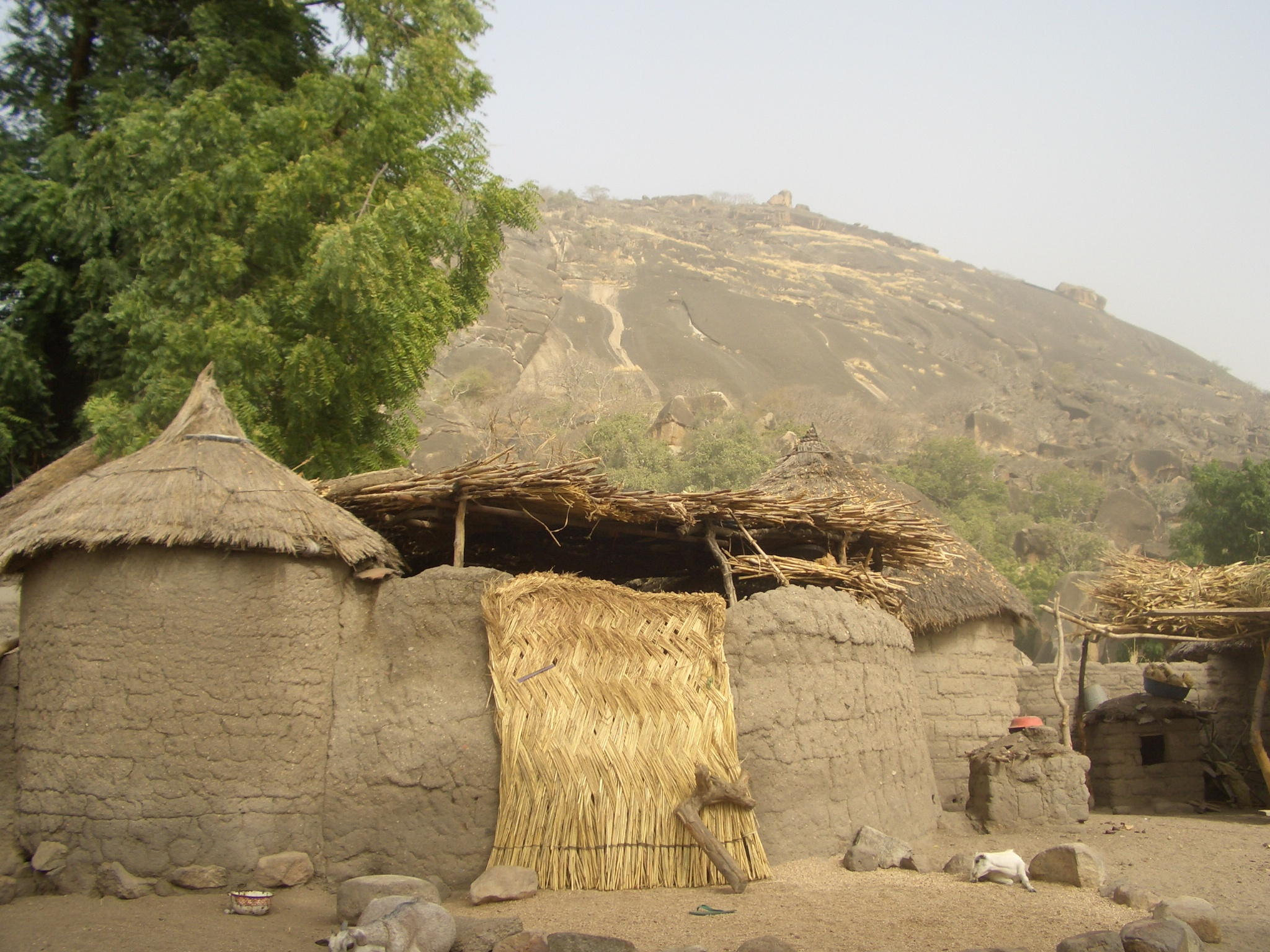
Häuser in Boboyo (Kamerun)

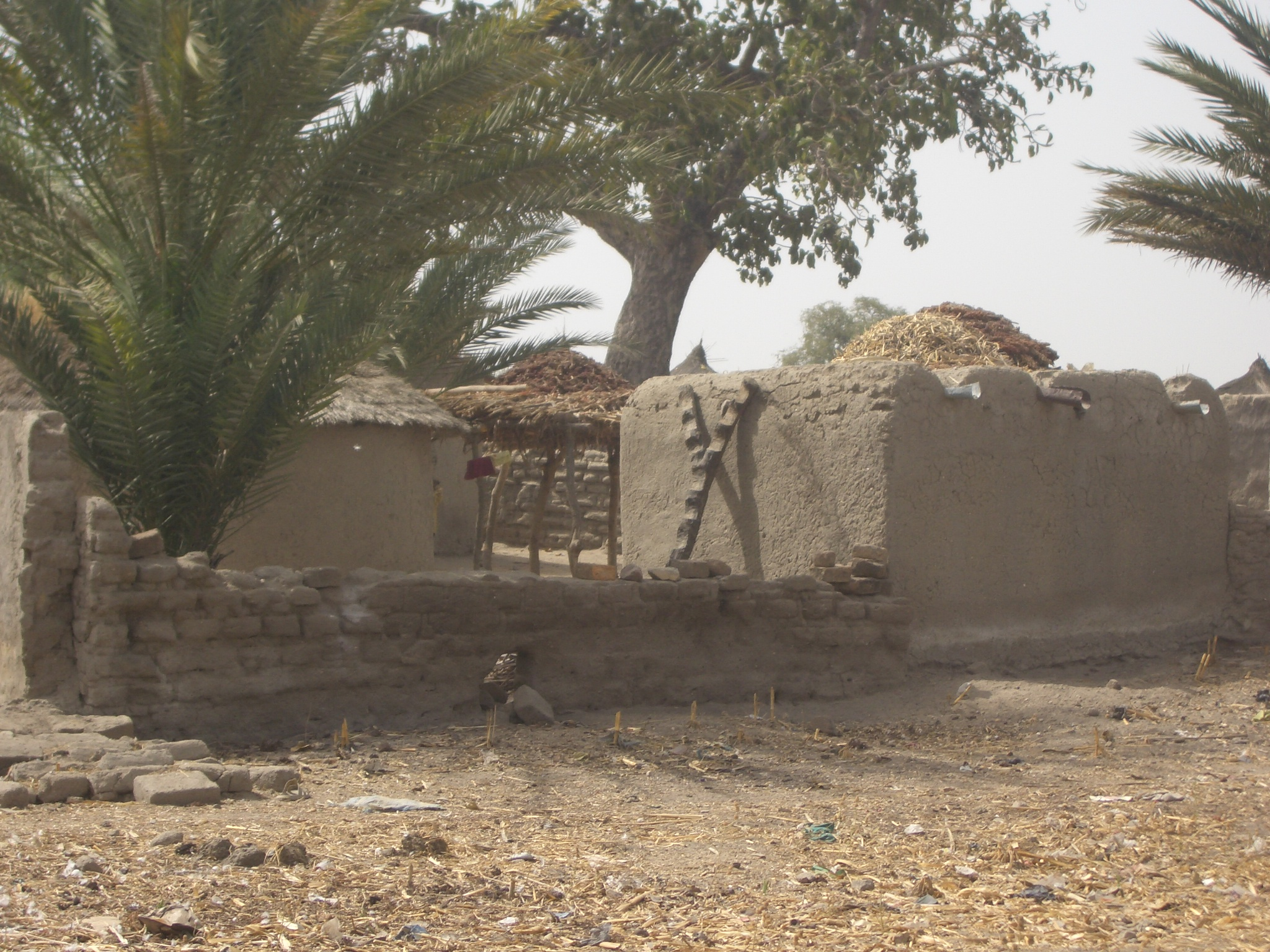
Haus mit flachem Dach in Tréné (Tschad)

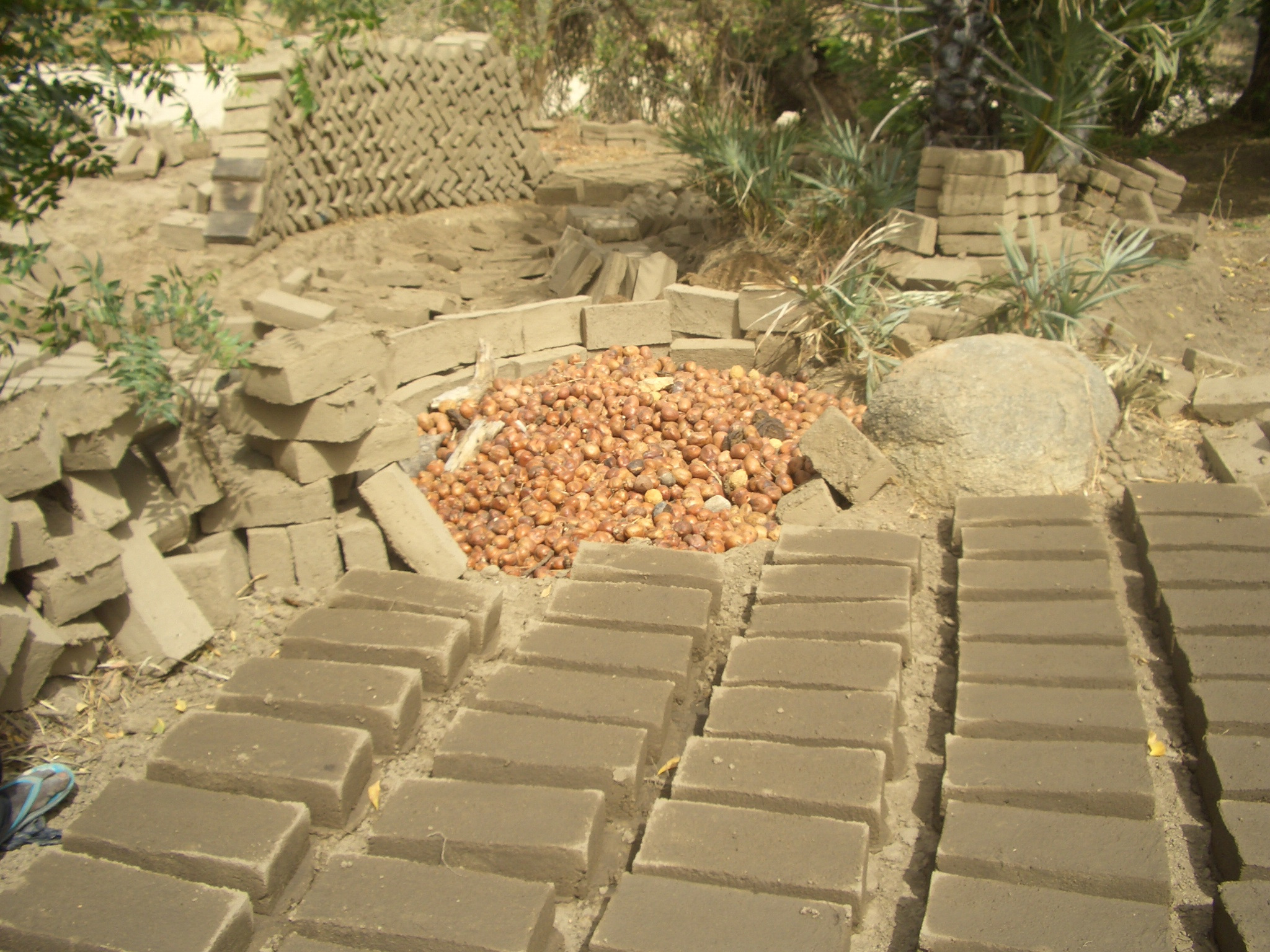
Lehmziegel vor dem Brennen, mit Palmfrüchten

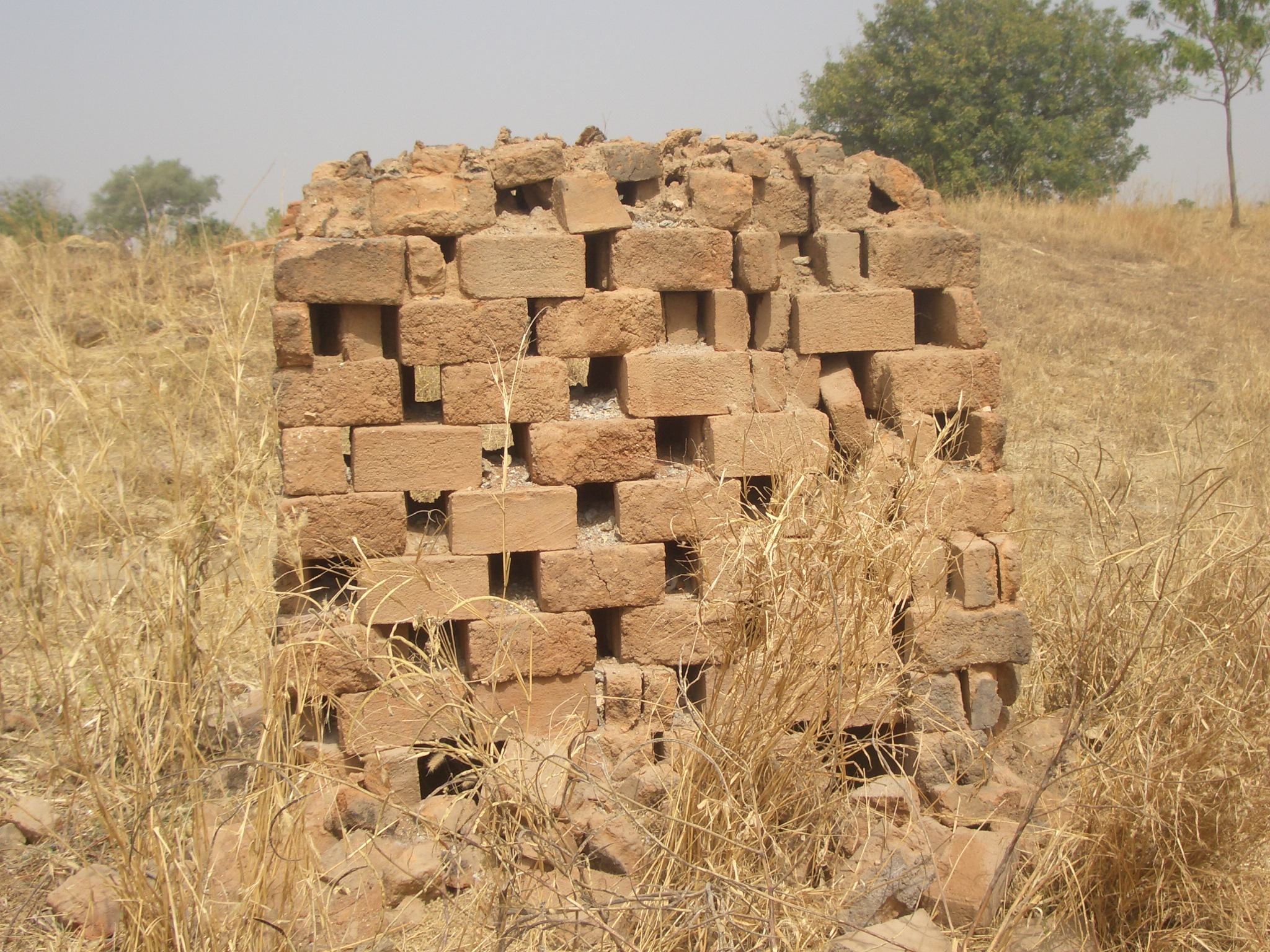
Gebrannte Ziegel

Die Situation änderte sich mit dem Eintreffen der Europäer. Die Lamidate des Nordens von Kamerun wie Maroua, Diamare, Binder, Mindif, Bibemi etc. befanden sich in einem Zustand der Dekadenz. Die von ihnen verdrängten Völker hingegen hatten sich in ihren Rückzugsgebieten erholt und reorganisiert und gingen nun zur Wiedereroberung über. So retteten die Kolonialherren die nördlichen Lamidate vor dem Zusammenbruch. Deutsche Expeditionstruppen befreiten z. B. die Hauptstadt des Lamidats von Binder aus einem akuten Zustand der Bedrohung durch die Armeen der wiedererobernden Tupuri und Mundang. Auch die Guiziga und Guider waren dabei ihre Territorien zurückzugewinnen.

## Architektur
Die traditionellen Bauten in den Siedlungen der Mundang bestehen hauptsächlich aus Lehm. Jeder Hof besteht aus einer Ummauerung, in deren Innerem sich der Stall, der Kornspeicher, die Küche und die Hütten der Familie befinden. Dies führt dazu, dass eng aneinander gebaute Höfe Festungen gleichen. Es wird mit aufgeschichtetem Lehm gebaut und mit Lehmziegeln, die entweder mit Kuhmist und Palmfrüchten gebrannt oder an der Luft getrocknet werden.
Die Hütten haben im Allgemeinen zwei verschiedene Formen, es gibt runde und rechteckige Häuser. Die ersteren haben ein rundes spitzes Strohdach (siehe Bild der Häuser in Boboyo), während die letzteren ein flaches Dach aus Lehm besitzen (siehe Bild des Hauses in Tréné).

## Sprache
Die Sprache Mundang ist eine der über 250 Sprachen Kameruns, sie gehört zu der Niger-Kongo-Sprachfamilie. Es gibt ca. 200.000 Sprecher des Mundang. Das Mundang besitzt ein eigenes Alphabet, dessen Basis jedoch aus lateinischen Buchstaben besteht.

## Religion und Tradition
Die Mundang haben keine Einheitsreligion. Unter ihnen befinden sich Animisten, Christen (Katholiken und Lutheraner) und Muslime. In gewisser Hinsicht kann der Animismus als ihre ursprüngliche Religion verstanden werden, da diese von diesem Volk schon vor der Einführung von Christentum und Islam praktiziert wurde. In ihren traditionellen Bräuchen spielen die Initiierung der Jungen und die Beziehung zur Hirse eine zentrale Rolle. Zur Zeit der Fulbe-Invasion praktizierten die Mundang fast ausschließlich ihre traditionelle Religion und wurden von den Fulbe Kirdi („Ungläubige“ auf Fulfulde) genannt, wie die Fulbe die nichtislamisierten Einheimischen nannten.
Ein Leitmotiv in den Bräuchen der Mundang ist die Periodizität von Leben und Tod. Dieses Motiv erscheint sowohl im Zusammenhang mit der Landwirtschaft (Saat und Ernte der Hirse) wie auch mit der allgemeinen Fruchtbarkeit. Um das Wohlergehen der Gemeinschaft zu sichern, wird ca. alle 7 Jahre eine kollektive königreichumfassende Beschneidungszeremonie von Knaben organisiert. Diese Veranstaltung wurde traditionell jeweils nach dem Tod des Königs, von seinem Thronfolger am Anfang seiner Regierungszeit geleitet. Unmittelbar nach der Beschneidung werden diejenigen, die sieben Jahre zuvor beschnitten worden sind, durch ein geheimes Einweihungsritual in die Männlichkeit initiiert.
Damit diese Veranstaltung alle sieben Jahre stattfinden konnte, musste Gong Léré (der König von Léré) in den folgenden sieben Jahren nach seinem Amtsantritt sterben. Starb er in dieser Zeit nicht, so wurde er am Ende dieser Zeit rituell getötet. Sein Nachfolger wurde unter den Jungen ausgesucht, die sieben Jahre zuvor beschnitten worden waren. Der zukünftige König wurde aber nicht mit seinen Beschneidungskollegen in die Männlichkeit initiiert, konnte also zu Lebzeiten nie ein „vollständiger Mann“ werden. Er begann dann seine eigene 7-jährige Regierungszeit, indem er die nächste kollektive Beschneidung organisierte, wobei damit auch der Countdown für seine letzten sieben Lebensjahre zu laufen begann. Nach seinem Tod wurde er symbolisch doch noch in die Männlichkeit initiiert.
So fanden alle sieben Jahre ein Königstod, eine Inthronisierung, eine kollektive Beschneidung und Initiierungen in die Männlichkeit statt, um das Wohlergehen der Gemeinschaft zu sichern. Das Opfern des Königs wurde bis zu der Ankunft der Europäer von mehreren afrikanischen Völkern praktiziert, z. B. bei den Chamba aus Nigeria, die ein sakrales Königtum haben.